# Albin von Angers

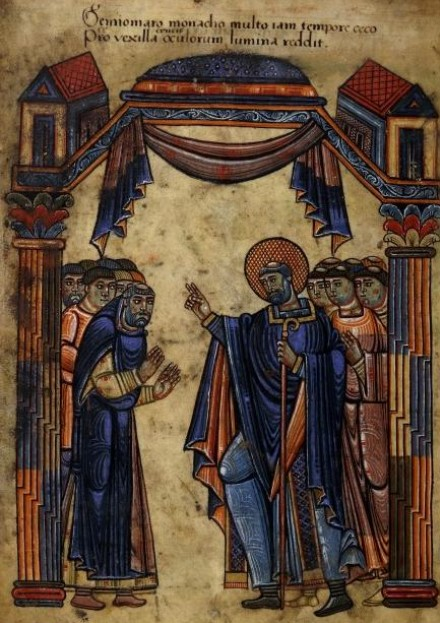
Bischof Albin heilt einen blinden Mönch (Vita Sancti Albini, um 1100)

Albin von Angers (auch Albinus von Angers oder französisch Aubin d’Angers; * um 469 in Vannes; † 1. März 550) war von 529 bis zu seinem Tod Bischof von Angers. Er wird in der katholischen und orthodoxen Kirche als Heiliger verehrt; sein Gedenktag ist der 1. März.

## Vita
Albinus war Augustiner-Chorherr in der Nähe von Angers. Im Jahr 504 wurde er Abt im Kloster Tincillacense in Westfrankreich und um 529 Bischof von Angers. Ihm werden einige Wundertaten zugeschrieben. Er nahm an den Synoden von Orléans der Jahre 538, 541 und 549 teil.
Er starb in seinem achtzigsten Lebensjahr, nachdem er sechsundzwanzig Jahre und sechs Monate im Bischofsamt war.

## Verehrung
Bereits Gregor von Tours kannte eine Verehrung von Albin in der Basilika in Angers, die diesem bereits wenige Jahre nach seinem Tod (556) geweiht wurde. Im Mittelalter breitete sich die Verehrung Albins über Frankreich, England und Deutschland bis hin nach Österreich und Polen aus. Venantius Fortunatus verfasste um das Jahr 600 seine Lebensgeschichte. Seine Reliquien befinden sich in St. Pantaleon in Köln.

## Darstellungen
Außer einigen wenigen Miniaturmalereien sind mittelalterliche Darstellungen des Heiligen nicht bekannt. Seit dem 18. Jahrhundert werden Heiligenfiguren und Glasmalereien jedoch zahlreicher und zeigen ihn zumeist im Bischofsornat.